# Вулф, Крисчен
Крисчен Дж. Вулф (англ. Christian G. Wolff, также Кристиан Вульф, Кристиан Вольф; род. 8 марта 1934, Ницца) — американский композитор-экспериментатор немецкого происхождения, представитель т. н. нью-йоркской школы композиторов, долгие годы тесно общался и сотрудничал с Джоном Кейджем. Сын издателя Курта Вольфа, внук скрипача и музыковеда Леонхарда Вольфа.

## Биография и творчество
Вулф родился во Франции, но жил, в основном, в США, начиная с 1941 года. По образованию филолог-классик, как композитор Вулф был, по большому счёту, самоучкой. На его формирование оказали влияние такие композиторы, как Джон Кейдж, Мортон Фельдман, Дэвид Тюдор, Фредерик Ржевски и другие. Особенностью музыки Вулфа является предоставление исполнителям разной степени свободы в интерпретации его произведений, когда фактически музыканты становятся соавторами произведения в духе индетерминизма Джона Кейджа. Вулф часто использует текстовую партитуру. Например, его партитура «Камни» (Stones) выглядит так: «Создавать звуки при помощи камней, извлекать звуки из камней, используя камни различных размеров и видов (и цветов); в основном дискретно; иногда в быстрых последовательностях. В основном, ударяя камнями о камни, но также камнями по другим поверхностям (внутри барабана со снятой мембраной, например) или извлекая звук иным способом (с помощью смычка, например, или звукоусиления). Ничего не ломать».
Как музыкант Вулф также сотрудничал с другими исполнителями (такими как Стив Лейси, Ларри Полански и другие) и группами (AММ), играя на фортепиано и электрической гитаре.